# Mannagetta (Adelsgeschlecht)

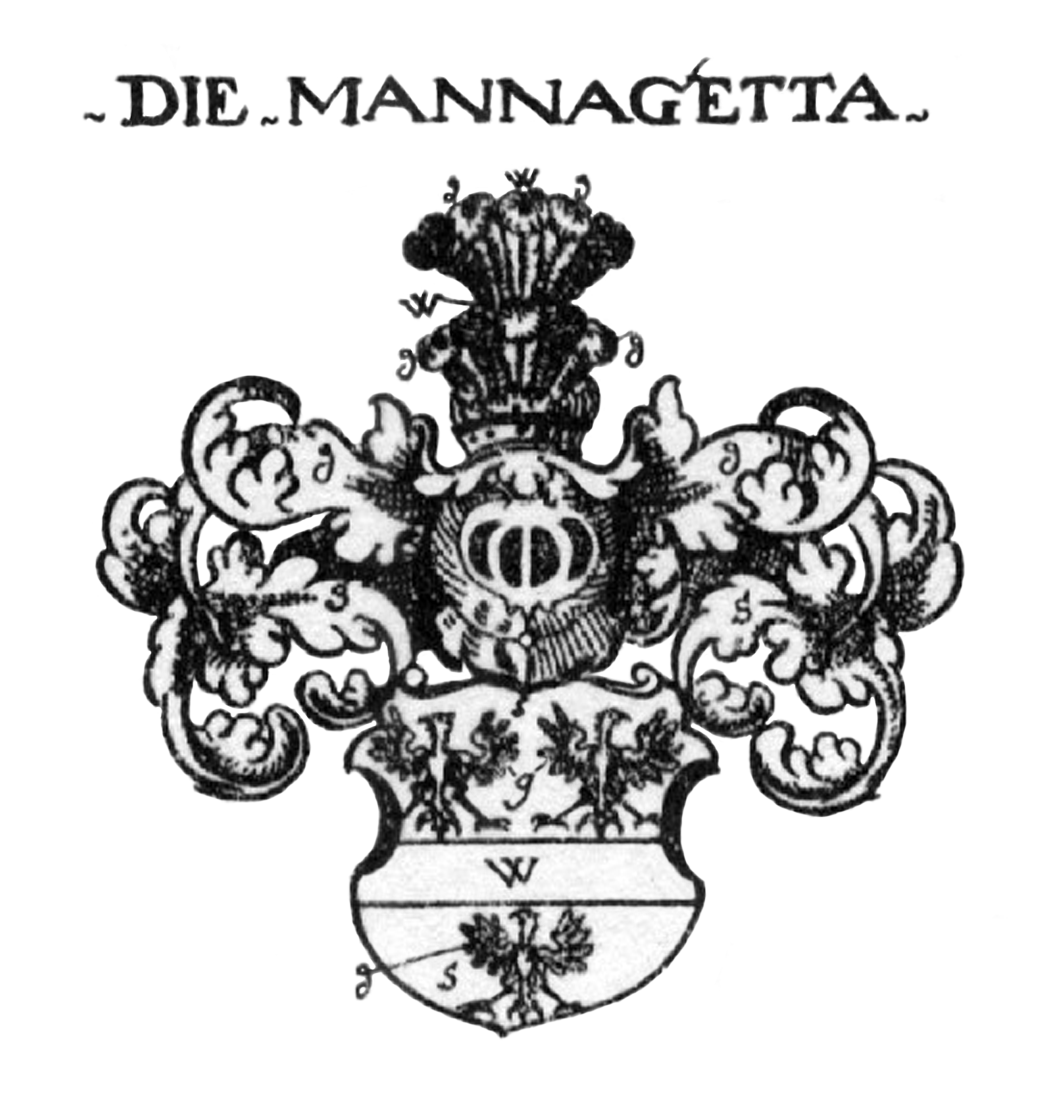
(Ritter)Wappen der Mannagetta

Die Mannagetta (auch Managetta, später Managetta von Lerchenau oder „Managetta und Lerchenau“) waren ein ursprünglich aus Italien stammendes Patriziergeschlecht, das gegen Ende des 16. Jahrhunderts nach Österreich kam.
1637 wurde der kaiserlichen Leibarzt Johann Wilhelm Mannagetta und seine Brüder mit „von Lerchenau“ geadelt, 1752 wurden sie in den böhmischen Ritterstand aufgenommen und 1753 in den österreichischen Freiherrnstand erhoben. 1905 wurde dem Edlen Johann von Nowotny die Führung des Namens „Mannagetta-Lerchenau“ genehmigt.

## Geschichte
Valentino Mannagetta zog von Bologna nach Österreich unter der Enns. Seinem Enkel Johann Wilhelm Mannagetta (und dessen Brüder Carl und Franz) wurde am 4. Jänner 1637 der rittermäßige Reichsadelsstand mit „von Lerchenau“ verliehen. Philipp Jakob Mannagetta von Lerchenau (auf Würnitz) wurde am 16. Dezember 1752 in den Böhmischen Ritterstand aufgenommen.
Johann Joseph Martin Mannagetta von Lerchenau wurde am 15. Mai 1753 in den erbländisch-österreichischer Freiherrnstand erhoben. Johann Edler von Nowotny (als Adoptivsohn des Daniel Ritter von Mannagetta und Lerchenau) wurde am 21. November 1905 die Führung des Namens „Mannagetta-Lerchenau“ genehmigt.
Joseph Beck, k.k. Hofrat, verheiratet mit Amelie von Mannagetta und Lerchenau, wurde 1887 als „Ritter von Mannagetta und Lerchenau“ geadelt. Paul Ritter Beck von Mannagetta und Lerchenau, k.k. geheimer Rat, Präsident des k.k. Patentamtes, wurde 1912 in den österreichischen Freiherrnstand erhoben.

## Persönlichkeiten
- Johann Wilhelm Mannagetta (1588–1666), kaiserlicher Leibarzt, Universitätsprofessor und Historiker
- Johann Georg (* um 1666; † 1751), wirklicher Hof- und Konferenzrat, Hofcommissär, geheimer Rat, „Edler Herr“, 1732 in den ober- und 1735 den niederösterreichischen Ritterstand aufgenommen
- Martin Joseph (* 1699) n.ö. Regierungsrat, Hofrat und geheimer Referendar im Staatsrat, dann Regierungs-Vizepräsident, endlich niederösterr. Vicestatthalter (und damit Polizeichef von NÖ und Wien), 1752[2] von Maria Theresia zum Freiherrn und geheimen Rat gemacht.
- Philipp Jacob, n.ö. Regierungsrat, Raitmarschall der n.ö. Landstände, Verordneter und später ihr Ausschußrat, erster Kreis-Hauptmann des V. U. M. B., Herr auf Würnitz und Neuwaldegg (bei Dornbach).  Er erwarb auch das Inkolat von Böhmen, Mähren und Schlesien. Sein Sohn Ferdinand wurde sein Nachfolger als Kreishauptmann.
- Philipp Jacob, k. k. Truchseß, seit 1764 als ständischer Verordneter (14 Jahre ununterbrochen), Straßenbaudirektor, 1771 proprio motu zum niederösterr. Regierungsrat ernannt. Söhne: Anton, Kommandant des 6. Landwehrbataillons 1809 und
- Johann Wilhelm (1785–1843), Generalsekretär der privilegierten österreichischen Nationalbank und Schriftsteller.

andere Linie:
- Josef Beck, k.k. Hofrat, verheiratet mit Amelie v. Mannagetta u. Lerchenau, 1887 geadelt als „Ritter von Mannagetta und Lerchenau“, 1907 „Reichsritter M. und Lerchenau“
- Paul Ritter Beck von Mannagetta und Lerchenau, k.k. geheimer Rat, Präsident des k.k. Patentamtes, 1912 in den österr. Freiherrnstand erhoben (siehe Wappen 1912)[3]
- Günther Beck von Mannagetta und Lerchenau (1856–1931), österreichischer Botaniker

## Wappen
Wappen (1637)

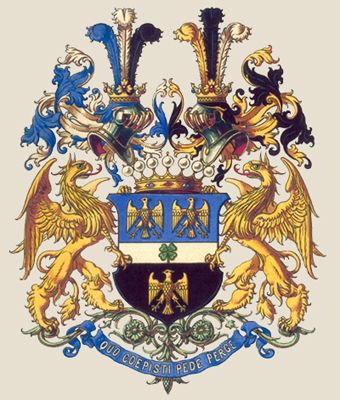
Freiherrnwappen der (Beck von) Mannagetta (1912)

In Schwarz ein silberner Balken, begleitet von drei (2,1) goldenen Lerchen. Auf dem Helm mit schwarz-goldenen Decken fünf Straußenfedern.
Wappen der Freiherrn Beck v. M.
Geteilt durch einen mit einem vierblättrigen natürlichen Kleeblatt belegten silbernen Balken, oben in blau zwei schwebende goldene Lerchen nebeneinander, unten in schwarz eine goldene Lerche. Freiherrnkrone, zwei Helme, auf dem rechten mit schwarz-goldenen auf dem linken mit silber-blauen Decken je drei Straußenfedern. Schildhalter: zwei goldene Greiffe, Wahlspruch: „Quo coepisti pede perge“.